# Tom Felton
Thomas Andrew Felton (London, 1987. szeptember 22. –) angol színész, énekes.
Legismertebb szerepe Draco Lucius Malfoy a Harry Potter-filmsorozatból.

## Fiatalkora
Felton egy négygyermekes család legfiatalabb tagjaként született 1987-ben Londonban. Szüleivel és három idősebb testvérével, Jonathannel, Ashley-vel és Chrisszel élt Surreyben. Pályája gyakorlatilag hétévesen kezdődött, mikor a templomi kórusban kezdett énekelni. Tizenegy évesen halászként is dolgozott.
Iskolai tanulmányait a West Horsley's Cranmore iskolában kezdte, majd 13 évesen a középiskolai tanulmányait a Howard of Effingham iskolában folytatta lakhelyén Surreyben.

## Pályafutása
Színészi pályája reklámfilmekkel kezdődött, amikor több mint 400 gyerek közül választották egy szerepre. Egy másik reklámszerződésnek köszönhetően jutott el New Yorkba, ahol a Barclaycard reklámarca volt. 1995-ben hangját kölcsönözte a Bugs című angol televíziós sorozatban. 1997-ben jött el számára az igazi áttörés a Csenő manók című fantasy-filmvígjátékban. 1999-ben Hollywood is felfigyelt rá, mikor szerepet kapott Jodie Foster mellett az Anna és a király című filmben.
2001 őszén pedig végleg berobbant a köztudatba, amikor a nagy sikerű Harry Potter-filmek első részében ráosztották a negatív főszerepet, Draco Malfoy személyében. Érdekesség, hogy először Ron Weasley szerepére ment meghallgatásra, de a producerek végül úgy döntöttek, más karakter illik hozzá. Felton mind a nyolc Harry Potter-filmben szerepelt, és mellette elvállalt egy-egy epizódszerepet más filmekben is.

## Magánélete
2003-ban Tom és bátyja, Chris, Joe Babittel dolgoztak együtt New Yorkban a 6. utcai St. Lawrence szervezettel, amely a hátrányos helyzetű családok megsegítésével foglalkozik.
Felton kedvenc hobbija a horgászat, és azt tervezi, hogy halászatmenedzsmentből szerez képesítést a winchesteri Sparsholt College-ban, ahová évekkel ezelőtt a bátyja is járt. A horgászaton kívül is nagy sportrajongó, szereti a kosárlabdát, a labdarúgást, a görkorcsolyát és a jégkorongot, valamint nagy krikettrajongó.
Érdekesség, hogy a brit The Sun egyik riportere kiderítette, hogy Tom távoli rokona Nataniel Feltonnak, aki 1692-es salemi boszorkányperek alatt az egyik tanú volt.

## Filmográfia

### Film
| Év   | Magyar cím                                  | Eredeti cím                                   | Szerep                     | Magyar hang     |
| ---- | ------------------------------------------- | --------------------------------------------- | -------------------------- | --------------- |
| 1997 | Csenő manók                                 | The Borrowers                                 | Borsószem (Peagreen Clock) | Szalay Csongor  |
| 1997 | Csenő manók                                 | The Borrowers                                 | Borsószem (Peagreen Clock) | Ducsai Ábel     |
| 1999 | Anna és a király                            | Anna and the King                             | Louis Leonowens            | Baradlay Viktor |
| 2001 | Harry Potter és a bölcsek köve              | Harry Potter and the Philosopher's Stone      | Draco Malfoy               | Borbíró András  |
| 2002 | Harry Potter és a Titkok Kamrája            | Harry Potter and the Chamber of Secrets       | Draco Malfoy               | Borbíró András  |
| 2004 | Harry Potter és az azkabani fogoly          | Harry Potter and the Prisoner of Azkaban      | Draco Malfoy               | Borbíró András  |
| 2005 | Harry Potter és a Tűz Serlege               | Harry Potter and the Goblet of Fire           | Draco Malfoy               | Borbíró András  |
| 2007 | Harry Potter és a Főnix Rendje              | Harry Potter and the Order of the Phoenix     | Draco Malfoy               | Borbíró András  |
| 2008 | Az eltűnt                                   | The Disappeared                               | Simon Pryor                |                 |
| 2009 | Harry Potter és a Félvér Herceg             | Harry Potter and the Half-Blood Prince        | Draco Malfoy               | Borbíró András  |
| 2010 | Harry Potter és a Halál ereklyéi 1.         | Harry Potter and the Deathly Hallows – Part 1 | Draco Malfoy               | Borbíró András  |
| 2010 | Felhangolva                                 | Get Him to the Greek                          | önmaga (cameo)             |                 |
| 2011 | Harry Potter és a Halál ereklyéi 2.         | Harry Potter and the Deathly Hallows – Part 2 | Draco Malfoy               | Borbíró András  |
| 2011 | A majmok bolygója: Lázadás                  | Rise of the Planet of the Apes                | Dodge Landon               | Borbíró András  |
| 2012 | A jelenés                                   | The Apparition                                | Patrick                    | Stern Dániel    |
| 2012 |                                             | From the Rough                                | Edward                     |                 |
| 2013 | Belle                                       | Belle                                         | James Ashford              | Molnár Levente  |
| 2013 | Titokban                                    | In Secret                                     | Camille Raquin             | Borbíró András  |
| 2014 |                                             | Against the Sun                               | Tony Pastula               |                 |
| 2016 | Feltámadás                                  | Risen                                         | Lucius                     | Czető Roland    |
| 2016 |                                             | Message from the King                         | Frankie                    |                 |
| 2016 | Egy egyesült királyság                      | A United Kingdom                              | Rufus Lancaster            | Borbíró András  |
| 2016 | Állati csetepata                            | Sheep and Wolves                              | Grey (angol hangja)        |                 |
| 2017 | Megan Leavey                                | Megan Leavey                                  | Andrew Dean                | Zámbori Soma    |
| 2017 |                                             | Feed                                          | Matt Grey                  |                 |
| 2017 | Stratton                                    | Stratton                                      | Cummings                   | Borbíró András  |
| 2018 |                                             | Ophelia                                       | Laertes                    |                 |
| 2019 |                                             | Braking for Whales                            | Brandon Walker             |                 |
| 2020 | Útmutató bébiszittereknek szörnyvadászathoz | A Babysitter's Guide to Monster Hunting       | Nagy Pojáca                | Szalay Csongor  |
| 2020 |                                             | The Forgotten Battle                          | Tony Turner százados       |                 |
| 2022 |                                             | Save the Cinema                               | Richard Goodridge          |                 |
| 2022 | A temetés                                   | Burial                                        | Lukasz                     |                 |
| 2023 |                                             | Canyon Del Muerto                             | Earl H. Morris             |                 |
| 2023 | Valaki más                                  | Some Other Woman                              | Peter                      | Hujber Ferenc   |
| 2024 |                                             | Altered                                       | Leon                       |                 |

### Televízió
| Év        | Magyar cím                                        | Eredeti cím                                       | Szerep                  | Megjegyzések                                |
| --------- | ------------------------------------------------- | ------------------------------------------------- | ----------------------- | ------------------------------------------- |
| 1998      |                                                   | Bugs                                              | James                   | 1 epizód                                    |
| 1999      | Szilánkos képek                                   | Second Sight                                      | Thomas Ingham           | tévéfilm                                    |
| 2000      | Szilánkos képek: Bújócska                         | Second Sight 2: Hide and Seek                     | Thomas Ingham           | tévéfilm                                    |
| 2005      | Hurrá, vidékre költözünk!                         | Home Farm Twins                                   | Adam Baker              | televíziós sorozat                          |
| 2013      |                                                   | Labyrinth                                         | Trencavel vikomt        | minisorozat (2 epizód)                      |
| 2013      |                                                   | Full Circle                                       | Tim Abbott              | minisorozat (2 epizód)                      |
| 2014      |                                                   | Murder in the First                               | Erich Blunt             | főszereplő (1. évad)                        |
| 2015      |                                                   | Tom Felton Meets The Superfans                    | önmaga                  | dokumentumfilm (rendező)                    |
| 2016–2017 | Flash – A Villám                                  | The Flash                                         | Julian Albert / Alchemy | - visszatérő szereplő - 3. évad (17 epizód) |
| 2018      |                                                   | Origin                                            | Logan Maine             | főszereplő (10 epizód)                      |
| 2021      | Harry Potter: Roxforti Házak Bajnoksága           | Harry Potter: Hogwarts Tournament of Houses       | önmaga                  | reality show (3 epizód)                     |
| 2022      | Harry Potter 20. évforduló: Visszatérés Roxfortba | Harry Potter 20th Anniversary: Return to Hogwarts | önmaga                  | HBO Max különkiadás                         |
| 2025      |                                                   | Gandhi                                            | Josiah Oldfield         | főszereplő                                  |

### Videójátékok
| Év   | Magyar cím                                | Eredeti cím                                   | Szerep                |
| ---- | ----------------------------------------- | --------------------------------------------- | --------------------- |
| 2007 | Harry Potter és a Főnix Rendje            | Harry Potter and the Order of the Phoenix     | Draco Malfoy (hangja) |
| 2009 | Harry Potter és a Félvér Herceg           | Harry Potter and the Half-Blood Prince        | Draco Malfoy (hangja) |
| 2010 | Harry Potter és a Halál ereklyéi: 1. rész | Harry Potter and the Deathly Hallows – Part 1 | Draco Malfoy (hangja) |

### Videóklipek
| Év   | Előadó       | Cím         | Szerep |
| ---- | ------------ | ----------- | ------ |
| 2018 | James Arthur | Empty Space | Jake   |

## Önéletírása magyarul
- Túl a varázslaton. Egy mardekáros vallomásai; ford. Pétersz Tamás; HVG Könyvek, Bp., 2023

## Fordítás
- Ez a szócikk részben vagy egészben  a   Tom Felton című angol Wikipédia-szócikk fordításán alapul.  Az eredeti cikk szerkesztőit annak laptörténete sorolja fel. Ez a jelzés csupán a megfogalmazás eredetét és a szerzői jogokat jelzi, nem szolgál a cikkben szereplő információk forrásmegjelöléseként.